# 青峰岩摩崖石刻
青峰岩摩崖石刻，位于中国福建省莆田市秀屿区东庄镇秀屿村，现存宋至清摩崖题刻十八方，其中画刻“吕洞宾偕弟子”高2.56米，宽1.5米，具有较高历史和艺术价值。附属文物青云殿等建筑，是闽台玉皇信仰文化交流的重要载体。2009年11月16日公布为第七批福建省文物保护单位。